# Kampeerboerderij
Een kampeerboerderij is een boerderij waarvan een gedeelte is ingericht om te kunnen overnachten. Ook is het mogelijk met eigen tent of caravan een plekje te huren rond de boerderij. Vele kampeerboerderijen zijn hier op ingericht.
Wanneer op een boerderij geen veeteelt meer plaatsvindt, kan de boer besluiten om de stallen te verbouwen tot groepsaccommodatie. De boer brengt sanitaire voorzieningen, een keuken en veiligheidsmaatregelen aan en verhuurt het geheel vervolgens aan groepen.

## Geschiedenis
De oorsprong van de kampeerboerderij ligt in de opkomst van het toerisme en is dus indirect het gevolg van het krijgen van meer vrije tijd. De "gewone man" wilde ook weleens wat meer zien dan zijn directe leefomgeving, trok eropuit en zocht een goedkope overnachtingsmogelijkheid. Slapen in het hooi bij een willekeurige en goedgezinde boer behoorde tot de mogelijkheden.

## Boerderijcamping
De term Kampeerboerderij wordt vaak ook gebruikt voor boerderijcamping.